# Сент-Альдегонд, Максимильен де
Граф Максимильен де Сент-Альдегонд (фр. Maximilien de Sainte-Aldegonde; ум. 13 марта 1635) — государственный деятель Испанских Нидерландов.

## Биография
Сын барона Филиппа де Нуаркарма и Бонны де Ланнуа.
Барон де Нуаркарм, виконт де Виск и де Зюйд-Оск, сеньор де Жене, Авлен, Обресикур, Ла-Марльер, Моншикур, Рьёле, Пресси, Буржель, Менговаль, Бюньикур, Орден, Ивир, Шато, Мерб-Сент-Мари и Бребьер.
Сенешаль Остревана, майордом эрцгерцогов Альбрехта и Изабеллы, капитан пятидесяти тяжеловооруженных всадников, губернатор цитаделей Турне, Сент-Омера и Арраса. Стал государственным советником короля Испании и старшим майордомом инфанты Изабеллы.
Жалованной грамотой Альбрехта и Изабеллы 4 мая 1605 сеньория Сент-Альдегонд с присоединенными к ней владениями Нуаркарм, Виск и Зюйд-Оск была возведена в ранг графства в пользу Максимильена и его наследников.
25 марта 1612 Сент-Альдегонд был назначен губернатором Лимбурга и области за Маасом. 17 августа принес присягу. Также был дроссаром и шателеном Фокмона. В 1620 году был переведен губернатором в Намюр; принес присягу 21 апреля. 13 апреля 1626 стал губернатором и генерал-капитаном Артуа.
19 февраля 1625 был пожалован Филиппом IV в рыцари ордена Золотого руна. Орденские инсигнии получил 18 июня 1628 в королевской часовне в Брюсселе из рук дуайена нидерландских резидентов ордена герцога ван Арсхота.

## Семья
1-я жена (26 01 1597): Маргерит де Ланс (ум. 2.04.1600), младшая дочь Жиля де Ланса, барона двух Обиньи, сеньора де Абара, и Элеоноры де Дуврен, дамы де Лонгвиль, Дудзеле и Стратен
Дети:
- Жиль, иезуит
- Мари-Клер, монахиня-клариссинка в Генте
- Мадлен, дама де Серизи и Кенси-ле-Нобль. Муж (14.08.1616): Гийом де Амаль, граф де Гоменьи

2-я жена (контракт 2.09.1600): Мари-Александрин де Нуайель, дама де Бур, Госсели и Тюбиз, дочь Понтюса де Нуайеля, сеньора де Бура, полковника валлонского пехотного полка, губернатора и капитана Мехелена, губернатора и великого бальи Куртре, и Анн де Рюбампре, дамы де Пти-Рё
Дети:
- граф Франсуа-Ламораль (ум. 1635). Жена: Аньес де Давр, дама де Мирмон, Онос, Мази, Спи, Буа-Сеньор-Изаак, Сталь, и прочее, дочь Варнье де Давра, сеньора де Мирмон, Буа-Сент-Изаак, Опребе, и Рене де Ладув, баронессы д'Отервиль
- Бонна-Элеонора
- Флоранс-Франсуаза
- Анн-Клер
- Альбер-Андре, граф де Жене. Командор ордена Святого Лазаря Иерусалимского, капитан кирасир, губернатор Бенша. Жена (1633): Анн д'Онни, дама де Розембо и Фромель, дочь Франсуа д'Онни, барона де Курьера и д'Уржа, губернатора Филиппвиля, и Анн д'Онни, дамы де Розембо
- Эжени
- Фердинанда, канонисса в Сен-Водрю в Монсе
- Анн-Катрин. Муж: Александр де Бельфорьер, барон де Сайи